# Kalksburg

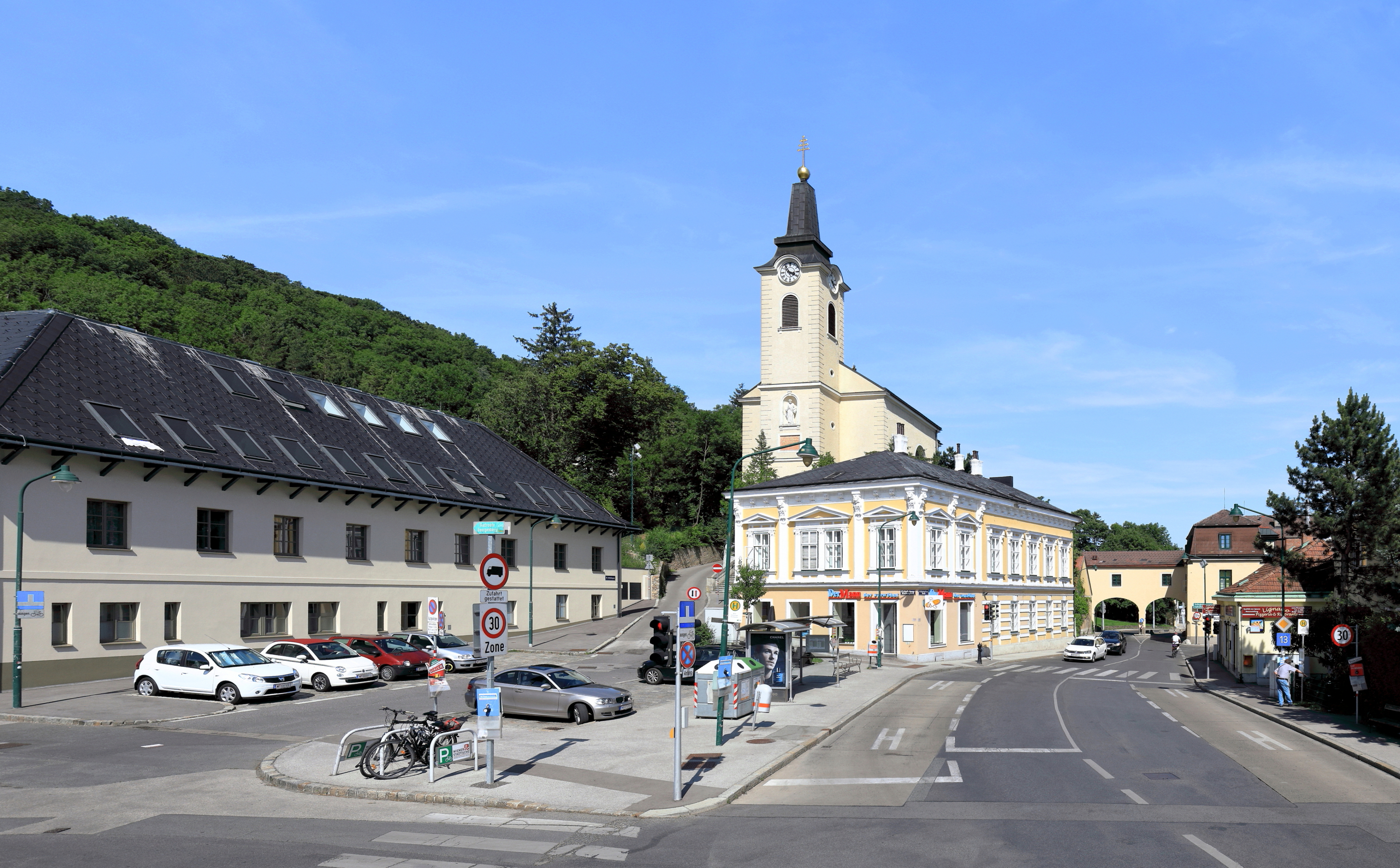
Das Ortszentrum von Kalksburg; links der Kalksburg-Kirchenplatz und rechts die Breitenfurter Straße

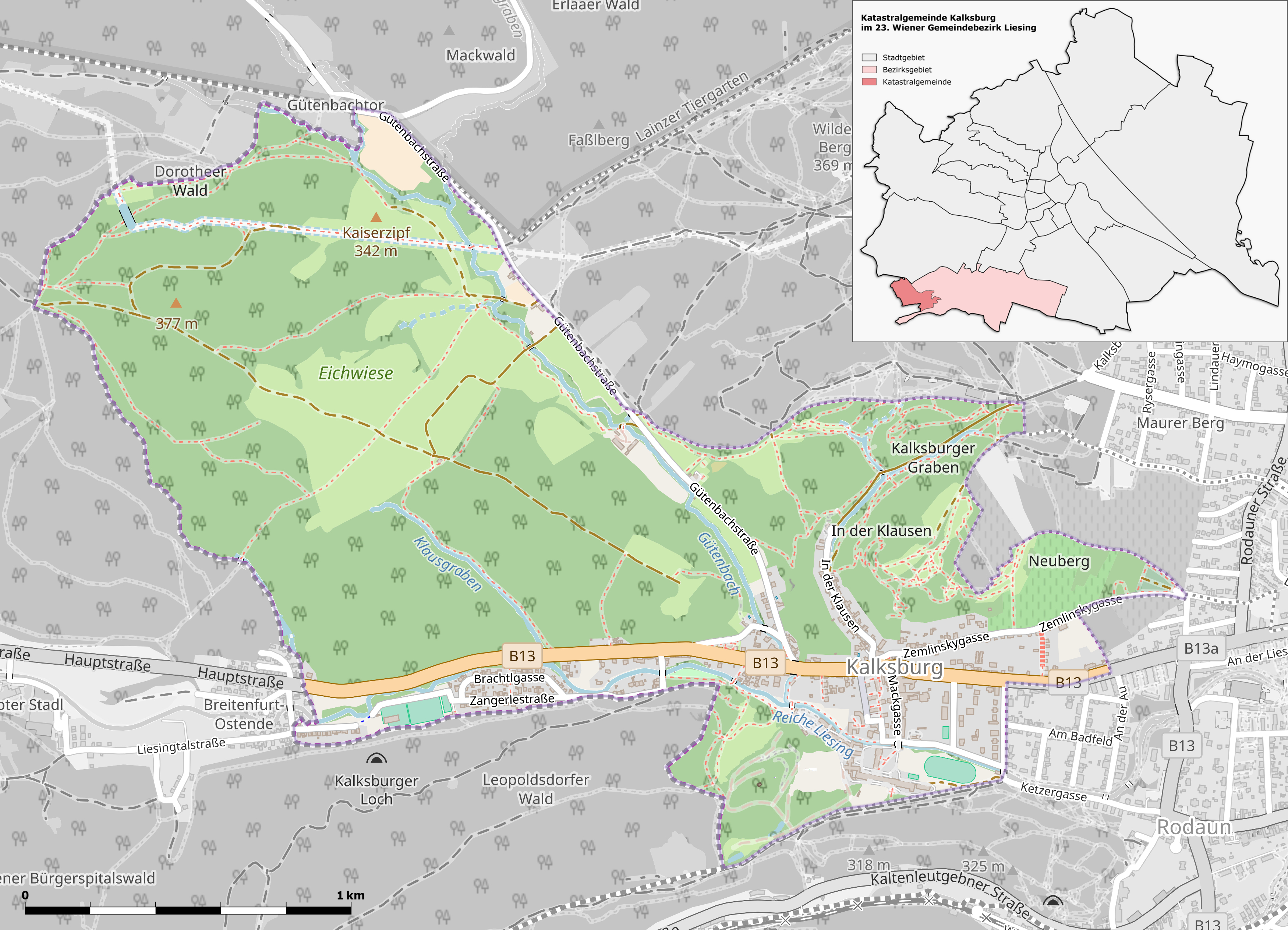
Katastralgemeinde Kalksburg im Wiener Bezirk Liesing

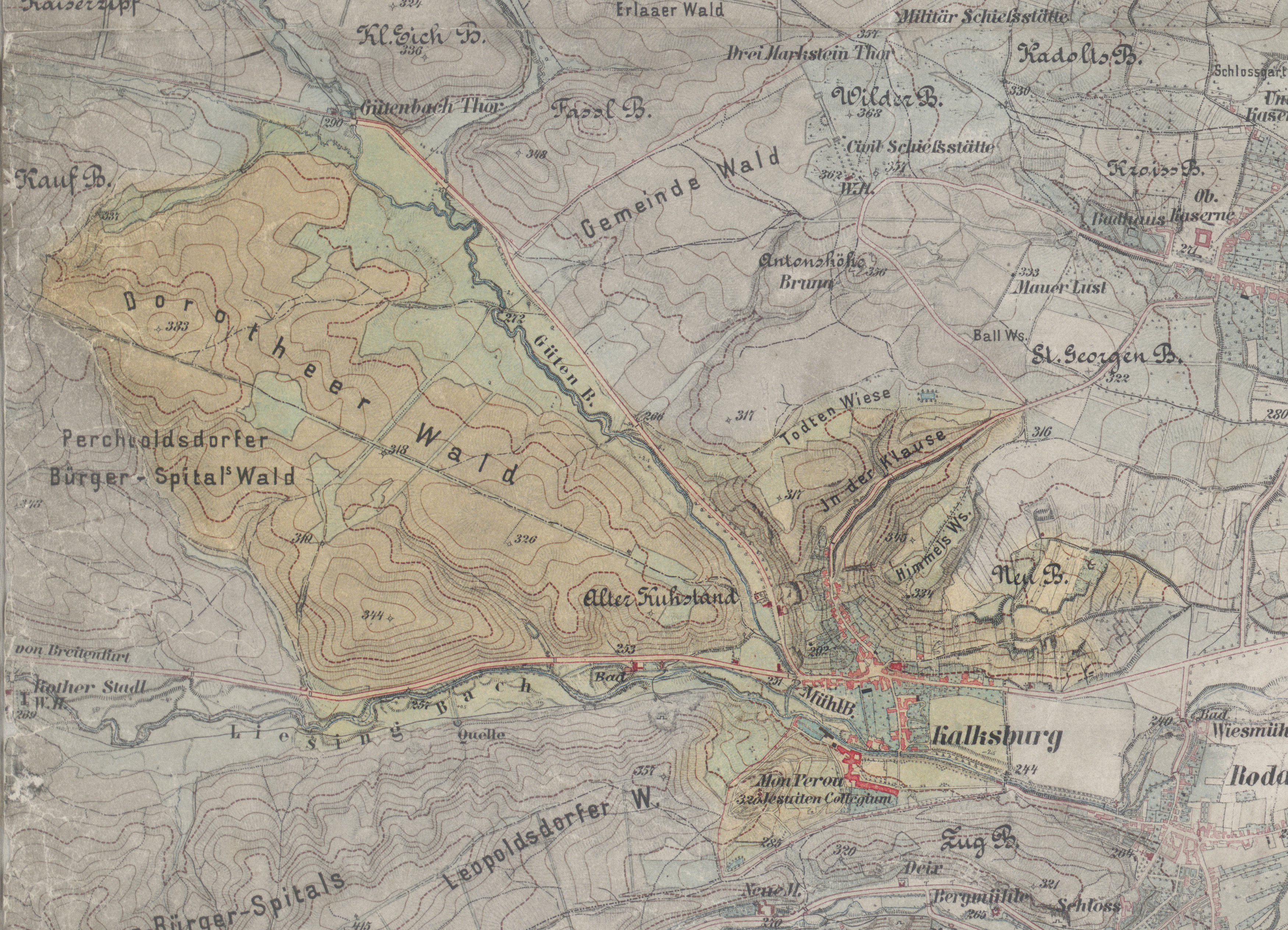
Das Gebiet der heutigen Katastralgemeinde Kalksburg auf einer Karte von 1872

Die bis 1938 selbständige Gemeinde Kalksburg ist heute ein Teil des 23. Wiener Gemeindebezirks Liesing und eine der 89 Wiener Katastralgemeinden.
Der Name leitet sich von Chalbsperger ab, zeitweise wurde die Ortschaft auch Kalbsberg, Kalksdorf und Kadoltsperg genannt.

## Geographie
Die heutige Katastralgemeinde Kalksburg nimmt eine Fläche von 375,7 Hektar ein.
Der Ort liegt am Rand des südlichen Wienerwalds und nahe dem Naturpark Föhrenberge und dem Lainzer Tiergarten. Die Breitenfurter Straße (durch Kalksburg auch Teil der B 13), die Meidling, Liesing und Breitenfurt verbindet, durchquert den Ortskern, Kalksburg-Kirchenplatz.
Durch den Süden von Kalksburg fließt der Liesingbach. Dieser nimmt im Bezirksteil mehrere linksseitige Zubringer auf: den Grenzgraben, den Klausgraben, den Gütenbach, in den beim Lainzer Tiergarten der Kaisergraben mündet, sowie den Kalksburger Graben, der in seinem letzten Abschnitt unterirdisch verläuft.
Das Wald- und Wiesengebiet im Nordwesten Kalksburgs gehört zur südlichen Flyschzone, jenes im Nordosten zur Frankenfelser Decke der Nördlichen Kalkalpen. Das Gebiet dazwischen entlang des Gütenbachs sowie das bebaute Gebiet des Orts wird zur geologischen Epoche des Holozäns gerechnet.

## Geschichte
Im Jahr 1188 wurde die Familie der „Chalbsberger“ erstmals urkundlich erwähnt. Der Wiener-Bürgerspitals-Wald südlich der Liesing zwischen Kalksburg und Breitenfurt wurde erstmals 1289 erwähnt und gehörte zu den wirtschaftlichen Grundlagen dieses Spitals. Er ist der erste für das Wiener Bürgerspital dokumentierte Wald.
Zu Beginn des 14. Jahrhunderts verfügten die Walseer der Linie Drosendorf über Kalksburg. Die Burg Kalksburg wurde 1463 bei einem Angriff von Wiener Bürgern zerstört. Im Jahr 1683 wurde der Ort im Zuge der Zweiten Wiener Türkenbelagerung schwer in Mitleidenschaft gezogen.
Die Jesuiten, welche ab 1609 in Kalksburg die Grundherrschaft innegehabt hatten, verloren diese im Jahr 1773 wegen Ordensaufhebung. Gemeinsam mit der Herrschaft Mauer wurde die Herrschaft Kalksburg nun von der Staatsadministration eingezogen und im Jahr 1790 an den k.k. Hofjuwelier Franz von Mack verkauft. Mack, der in Kalksburg seinen Wohnsitz hatte, ließ dort eine Reihe von Gebäuden, darunter die Pfarrkirche „Zum heiligen Petrus in Ketten“, errichten. Franz von Mack gilt als Wohltäter von Kalksburg. 1805 wurde Kalksburg zur selbstständigen Pfarre erhoben.
War Kalksburg wirtschaftlich bislang von der Forstwirtschaft abhängig gewesen, kam im 19. Jahrhundert der Fremdenverkehr als zweiter wirtschaftlicher Faktor hinzu. 1861 wurde in Kalksburg erstmals ein Gemeindevorsteher gewählt. Im Jahr 1856 kehrten die Jesuiten nach Kalksburg zurück und gründeten das Kollegium Kalksburg, eine bis heute bestehende katholische Privatschule.
1909 wurde die O-Buslinie zwischen Liesing und Kalksburg eröffnet. 1920 wurde die Linie eingestellt.
Am 15. Oktober 1938 wurde die bis dahin selbstständige niederösterreichische Gemeinde vom NS-Regime bei der Schaffung von Groß-Wien dem neu gegründeten 25. Wiener Gemeindebezirk, Liesing, zugeordnet. Der Bezirksname wurde 1954 für den neuen 23. Bezirk weiter verwendet.
1951 hatte der Ort bei der Volkszählung 1063 Einwohner. Heute leben rund 2000 Menschen in Kalksburg (Stand 2001).

## Kultur und Sehenswürdigkeiten

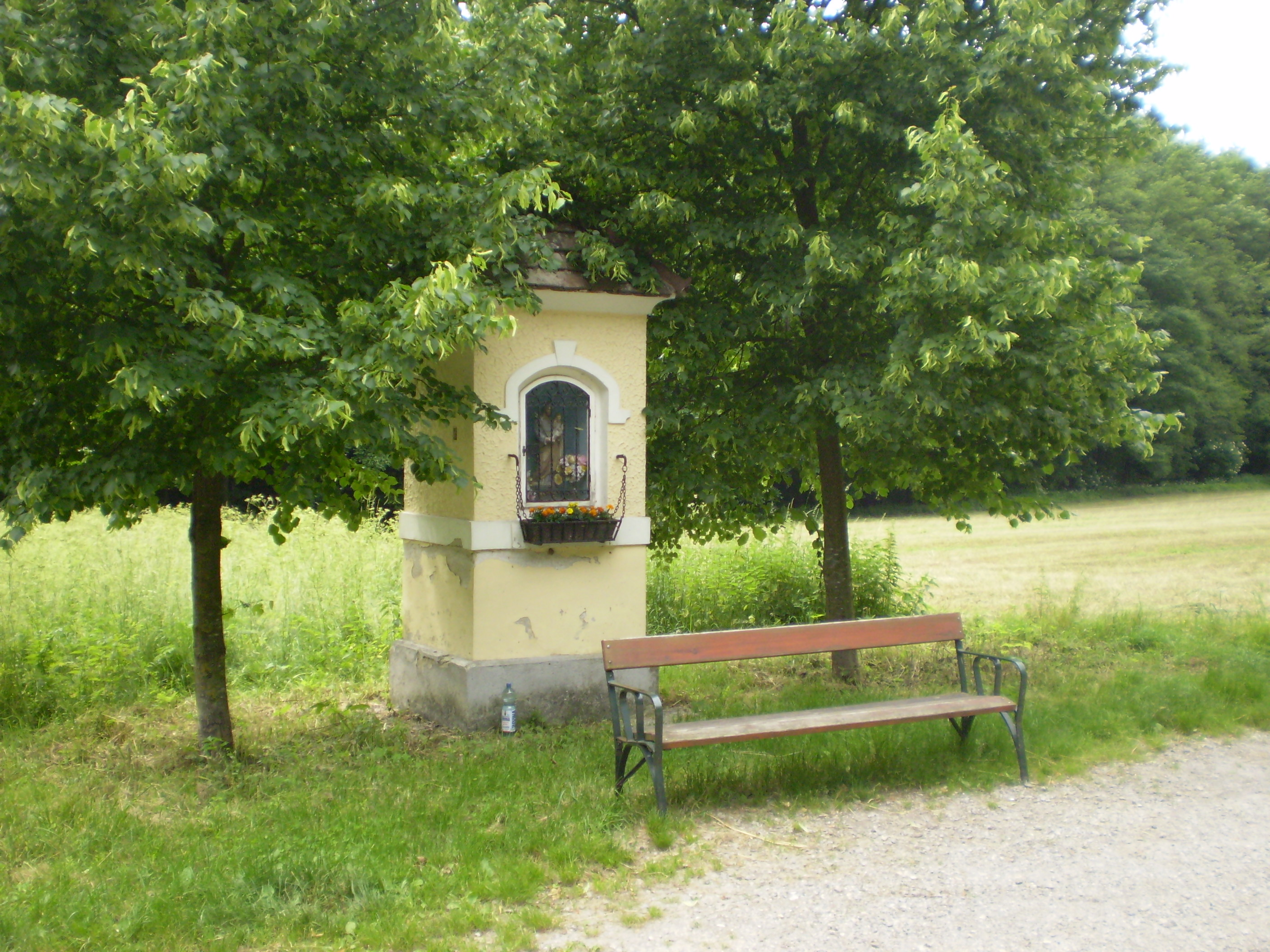
Marterl am Beginn des Gütenbachtals

Der Ortskern um den Kirchenplatz sowie die Villenstraße In der Klausen sind von der Stadt Wien als bauliche Schutzzone ausgewiesen.
Die heutige Pfarrkirche Kalksburg ist ein 1801 fertiggestelltes, klassizistisches Bauwerk nach Plänen des Tiroler Architekten Johann Baptist Zobel. Die Lage Kalksburgs am Wienerwald ist ortsbildprägend. Vom Ortszentrum ausgehend führt seit dem Spätmittelalter der Straßenzug In der Klausen durch das Waldgebiet Richtung Mauer. Hier befinden sich eine vermutlich in der zweiten Hälfte des 18. Jahrhunderts erbaute ehemalige Poststation, mehrere Wohngebäude aus dem 19. Jahrhundert sowie das ehemalige Mack’sche Stiftungshaus, das Ende des 18. Jahrhunderts errichtet wurde und heute als Forsthaus der Stadt Wien genutzt wird.
Am Kalksburger Friedhof im Osten des Bezirksteils befinden sich unter anderem die Gräber von Hugo von Hofmannsthal, Otto Edelmann und Ludwig Heinrich Jungnickel.
Kalksburg gehört vollständig zum Biosphärenpark Wienerwald, aufgeteilt auf dessen Kern-, Pflege- und Entwicklungszone. Die Wald- und Wiesengebiete des Dorotheerwalds und des Eichkogel-Zugberg-Rückens sind Teile des Landschaftsschutzgebiets Liesing. Gesondert als Naturdenkmal ausgewiesen sind die Himmelswiese mit ihren seltenen Pflanzen- und Tierarten, der geologische Aufschluss oberhalb des Kalksburger Friedhofs und ein Wildbirnbaum an der Jägerweggasse.

## Wirtschaft und Infrastruktur
Mit rund sechs Hektar Rebflächen gehört Kalksburg zu den Wiener Weinbaugebieten. Der Ort ist auch für ein renommiertes Therapiezentrum für von Alkohol oder anderen Suchtgiften Abhängige bekannt, das Anton-Proksch-Institut. Ferner befindet sich in Kalksburg ein Hildegardis-Haus der Caritas Socialis, das in einem schlösschenartigen, um 1800 errichteten Bau untergebracht ist.

## Persönlichkeiten
- Kaspar Hagleitner (1779–1836), katholischer Geistlicher und Tiroler Freiheitskämpfer, Pfarrer in Kalksburg
- Emil von Bülow (1817–1903), Provinzial der Jesuiten
- Minna König-Lorinser (1849–1893), Malerin
- Emil Hochreiter (1872–1938), Komponist und Lehrer am Jesuitengymnasium
- Johannes Kleinhappl (1893–1979), katholischer Moraltheologe und Schüler am Jesuitengymnasium